# Романовское сельское поселение (Тверская область)
Романовское сельское поселение (карел. Romanovskoin kyläkunda) — упразднённое муниципальное образование в составе Весьегонского района Тверской области России.
Административный центр — село Романовское.
Площадь: 169,5 км².
Образовано в 2005 году.
Упразднено 31 мая 2019 года путём объединения всех поселений муниципального района в Весьегонский муниципальный округ.

## Географические данные
- Расположение: восточная часть Весьегонского района
- Граничит:
  - на северо-востоке — с Вологодской областью, Череповецкий район (по Рыбинскому водохранилищу)
  - на востоке и юге — с Ярославской областью, Брейтовский район
  - на юго-западе — с Краснохолмским районом, Мартыновское сельское поселение
  - на северо-западе и севере — с Чамеровским сельским поселением
- Крупные реки: Ламь, Себла.

## Население
| 2010 | 2011 | 2012 | 2013 | 2014 | 2015 | 2016 |
| ---- | ---- | ---- | ---- | ---- | ---- | ---- |
| 614  | ↘610 | ↘594 | ↘576 | ↘562 | ↘542 | ↘527 |
| 2017 | 2018 | 2019 |      |      |      |      |
| ↘521 | ↗531 | ↗535 |      |      |      |      |

Национальный состав: русские и карелы.

## Населенные пункты
На территории поселения находятся 32 населённых пункта.
На территории поселения находятся следующие населённые пункты:
| Тип нп | Название              | Население (2008 год) |
| ------ | --------------------- | -------------------- |
| село   | Романовское           | 55                   |
| дер.   | Беняково              | 24                   |
| дер.   | Боловино              | 31                   |
| дер.   | Бриково               | 21                   |
| дер.   | Веселово              | 6                    |
| дер.   | Головково             | 1                    |
| дер.   | Горбачево             | 5                    |
| дер.   | Горка                 | 16                   |
| дер.   | Добрица               | 2                    |
| дер.   | Дюдиково              | 104                  |
| дер.   | Еремейцево            | 10                   |
| дер.   | Игнатково             | 2                    |
| дер.   | Ильинское             | 11                   |
| дер.   | Каменка               | 5                    |
| дер.   | Коверниково           | 2                    |
| дер.   | Матюшкино             | 1                    |
| дер.   | Мосеевское            | 3                    |
| дер.   | Никола-Высока         | 3                    |
| дер.   | Новое                 | 14                   |
| дер.   | Огнишино              | 35                   |
| дер.   | Паскино               | 10                   |
| дер.   | Подольское            | 8                    |
| дер.   | Приворот              | 13                   |
| дер.   | Противье              | 58                   |
| дер.   | Романцево             | 33                   |
| дер.   | Савино                | 20                   |
| дер.   | Стафурово             | 6                    |
| дер.   | Сычево                | 7                    |
| дер.   | Талашманка            | 1                    |
| дер.   | Топорищево            | 42                   |
| дер.   | Чурилково             | 83                   |
| пос.   | Романовский Льнозавод | 39                   |

## История
С образованием в 1796 году Тверской губернии территория поселения входила в Весьегонский уезд.
В 1921—1923 годах входила в Рыбинскую губернию.

## Известные люди
- Жигарев, Павел Фёдорович (1900—1963) — Главный маршал авиации, главком ВВС. Уроженец деревни Бриково.
- Гаврилов, Иван Александрович  (1902—1944) — советский военный политработник, генерал-майор.  Уроженец деревни Романцево.

## Места съёмок
В районе деревни Дюдиково в 1985 году снимали фильм «Земля моего детства».